# Route nationale 3 (Espagne)
Pour les articles homonymes, voir Route nationale 3.
La route nationale 3 (en espagnol : Carretera Nacional 3) ou route de Madrid à Valence  (en espagnol : Carretera de Madrid a Valencia) anciennement route nationale N-III est une route du réseau espagnol reliant Requena à Honrubia. Sa distance totale est de 352 kilomètres.

## Description
Elle est doublée par l'A-3 entre les 2 villes. Elle dessert les localités de Castille-La Manche entre Madrid et Valence.

## Itinéraire
| Point  | Destinations                                                       | Voies rencontrées |
| ------ | ------------------------------------------------------------------ | ----------------- |
| Sortie | Utiel, Madrid, Chiva, Valence                                      | E901              |
|        | N-322 Albacete N-330 Almansa                                       | N-322             |
|        | Chera, Requena                                                     | CV-395            |
|        | Madrid, Valence                                                    | E901              |
|        | Traversée de San Antonio                                           |                   |
|        | CV-4480 San Juan Requena, Valence, Utiel, Madrid                   | CV-4480           |
|        | El Pontón                                                          | CV-447            |
|        | CV-392 Las Nogueras, Estenas N-330 Landete, Teruel Madrid, Valence | N-330 CV-392      |
|        | CV-460 Los Isidros, San Juan Valence                               | CV-3990           |
|        | Madrid                                                             | E901              |
|        | Traversée de Caudete de las Fuentes                                |                   |
|        | CV-453 Pino Ramundo Madrid, Valence                                | CV-453            |
|        | CV-452 Los Isidros CV-472 Las Casas, Los Corrales                  | CV-452 CV-472     |
|        | CV-465 Venta del Moro Madrid, Valence                              | CV-4651           |
|        | Jaraguas, Fuenterrobles                                            | CV-475            |
| Sortie | CV-474 Villargordo del Cabriel, Camporrobles Madrid, Valence       | CV-474            |
| Sortie | Villagordo del Cabriel (ouest)                                     | CV-4660           |
|        | Longueur : 239 m.                                                  |                   |
|        |                                                                    |                   |
|        | 2 tunnels successifs de moins de 200 mètres de long                |                   |
| Sortie | Madrid, Valence                                                    | CM-211            |
|        | Madrid, Valence                                                    | CM-3201           |
|        | Traversée de Graja de Iniesta                                      |                   |
|        | Iniesta                                                            | CM-311            |
|        | Castillejo de Iniesta, Madrid, Valence                             | E901              |
|        | N-320 Albacete Madrid, Valence                                     | CM-220            |
|        | Traversée de Motilla del Palancar                                  |                   |
|        | N-320 Cuenca                                                       | CM-220            |
|        | CM-3114 Pozoseco la Roda Madrid                                    | CM-3114           |
|        | Valverde de Jucar                                                  | CM-2100           |
|        | Valhermoso de la Fuente                                            | CUV-8031          |
|        |                                                                    | CUV-7143          |
|        | Alarcón                                                            | CUV-8033          |
|        |                                                                    |                   |
|        | Tebai                                                              | CUV-8037          |
|        | Traversée d'Honrubia                                               |                   |
|        | Albacete, Valence CM-3112 El Cañavate, San Clemente                | CM-3112           |
| Sortie |                                                                    | E901              |

## Galerie

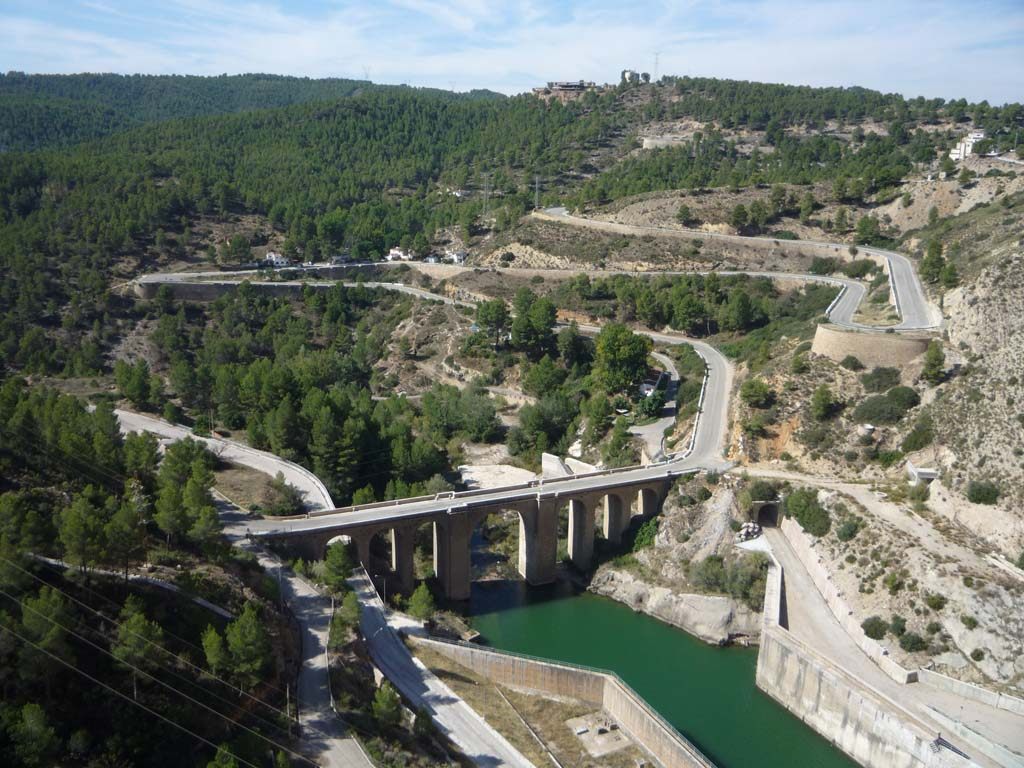
Pont sur la rivière Cabriel de l'ancienne nationale N-III vu du barrage de Contreras.
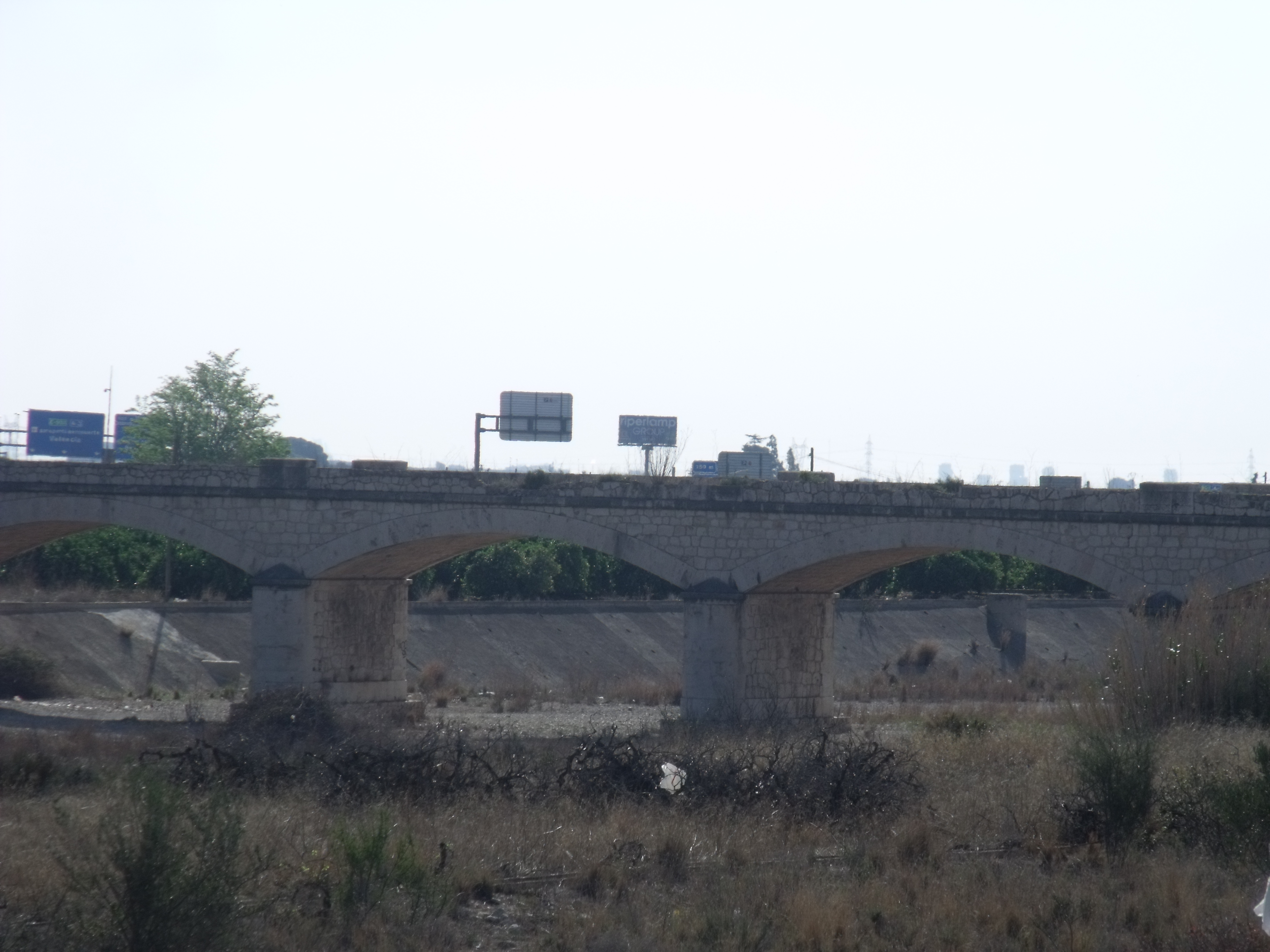
Pont de l'ancienne route de Madrid sur le ravin du Poio.
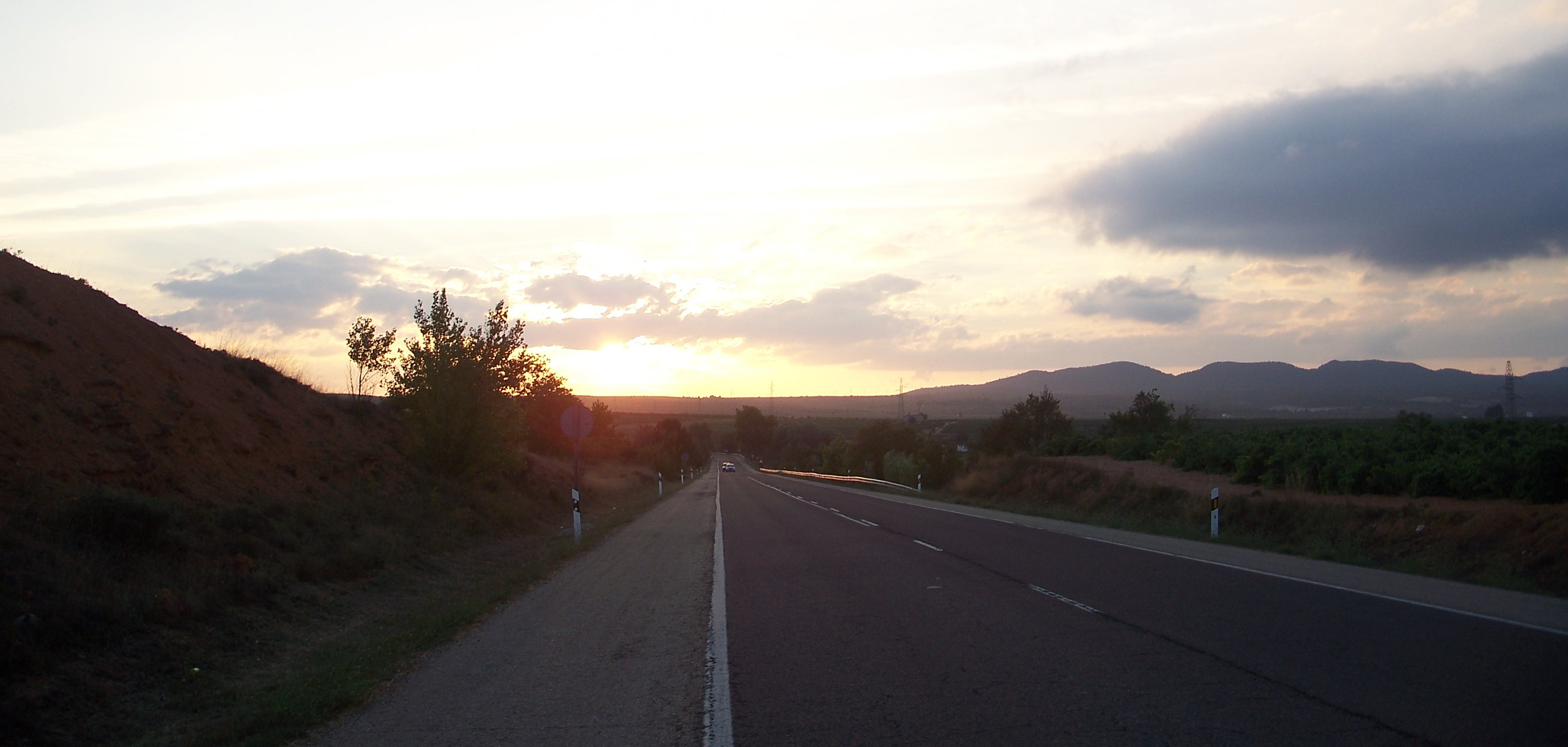
La N-III à Caudete de las Fuentes.